# Stefan Gubser
Stefan Gubser (* 1. August 1957 in Winterthur) ist ein Schweizer Schauspieler und Sprecher. Er wurde als Schweizer Tatort-Kommissar Reto Flückiger bekannt.

## Leben
Stefan Gubser absolvierte von 1978 bis 1981 die Ausbildung zum Schauspieler am Max-Reinhardt-Seminar in Wien und war zuerst an verschiedenen Theatern engagiert, unter anderem am Burgtheater in Wien, am Residenztheater in München sowie am Staatstheater in Wiesbaden.
Seine erste Filmrolle nahm er 1987 in der Produktion El río de oro ein. Einem grösseren Publikum in Deutschland und der Schweiz wurde er erstmals als Kommissar Bernauer in Eurocops bekannt. Seither ist er in zahlreichen Fernseh- und Kinoproduktionen in der Schweiz und Deutschland zu sehen. 1998 war er an der Gründung der handsUP-Filmproduktion, der heutigen tellfilm, beteiligt und wirkt auch hinter der Kamera als Produzent von Film- und Theaterproduktionen mit.
Nach einigen Auftritten Gubsers als Kommissar Reto Flückiger in koproduzierten Episoden des Tatorts aus Konstanz stieg das Schweizer Fernsehen 2011 wieder in eigene Tatort-Produktionen ein; Gubser behielt seine bisherige Rolle als Kommissar Reto Flückiger bei, wurde jedoch nach Luzern versetzt, wo der neue SF-Tatort bis 2019 angesiedelt war. Die Premiere fand am 14. August 2011 zeitgleich im Ersten (Deutschland), ORF (Österreich) und SF (Schweiz) statt. Ab 2012 ermittelte an seiner Seite Liz Ritschard, gespielt von Delia Mayer, als Duo Flückiger und Ritschard. Die 17. und letzte Folge der Luzerner-Tatort-Serie wurde am 27. Oktober 2019 ausgestrahlt; seit November 2019 wird die Serie mit den Kommissarinnen Grandjean und Ott in Zürich produziert.
2017 erschien das Märchenbuch «Di gschtifleti Gans – Grimm-Märli und Schlafliedli zum Läse und Lose», das Stefan Gubser zusammen mit seiner Tochter Stefanie realisierte. Illustriert wurde es vom früheren TV-Moderator und Werber Frank Baumann.

## Filmografie (Auswahl)

### Kinofilme
- 1986: El río de oro
- 1988: Die Dollarfalle
- 1989: Schneller als das Auge
- 1989: Dreissig Jahre
- 1990: Las huellas del lince
- 1991: Anna Göldin – Letzte Hexe
- 1993: Justiz
- 1993: Brandnacht
- 1999: Exklusiv
- 1999: Beresina oder Die letzten Tage der Schweiz
- 2001: Kilimanjaro: How to Spell Love
- 2003: November
- 2005: Mein Name ist Eugen
- 2005: Snow White
- 2006: Grounding – Die letzten Tage der Swissair
- 2007: Il pugno di Gesù
- 2007: Marmorera
- 2007: Hello Goodbye
- 2008: Nur ein Sommer
- 2010: Der grosse Kater
- 2010: Liebling, lass uns scheiden
- 2013: Horizon Beautiful
- 2024:	Landesverräter

### Fernsehfilme
- 1987: Kampf ums Glück
- 1989–1994: Eurocops (10 Folgen)
- 1994: Due madri per Rocco
- 1995: Ein unvergeßliches Wochenende – An der Nordsee
- 1995: Schwarz Rot Gold – Geld stinkt
- 1995: Fatale Mutterliebe
- 1996–1997: Kurklinik Rosenau (11 Folgen)
- 1997: Beichtstuhl der Begierde
- 1997: Für Liebe und Gerechtigkeit (5 Folgen)
- 1997: Laura
- 1997: Deserto del fuoco
- 1997: Die Bibel – Salomon
- 1999: Dr. Sommerfeld – Neues vom Bülowbogen – Freier Fall
- 1999: SOKO München – Argentinische Verlobung
- 1999: Rosamunde Pilcher – Möwen im Wind
- 1999: Das Mädchen aus der Fremde
- 2000: Tatort – Der schwarze Skorpion
- 2000: Spuren im Eis – Eine Frau sucht die Wahrheit
- 2000: Gesteinigt – Der Tod der Luxuslady
- 2001: Sommer und Boltan: Gute Ärte, keine Engel – Mutterliebe
- 2001: Spital in Angst
- 2001: Caravan
- 2001: Tod durch Entlassung
- 2001: Sinan Toprak ist der Unbestechliche – Taipan
- 2001: Studers erster Fall
- 2002: Paul und Lila
- 2002: Sternenfänger (26 Folgen)
- 2002: Mit Herz und Handschellen (1 Folge)
- 2002: Feuer oder Flamme
- 2002: Tatort – Time-Out
- 2003: Gefährliche Gefühle
- 2004: Lilo & Fredi
- 2004: Küstenwache – Späte Rache
- 2004: Fremde im Paradies
- 2004: Utta Danella – Der Mond im See
- 2004: Dann kamst du
- 2004: Sabine! (20 Folgen)
- 2005: Anjas Engel
- 2005: Im Namen des Gesetzes – Stirb, Mörder
- 2006: Millionenschwer verliebt
- 2006: Im Tal der wilden Rosen: Verzicht aus Liebe
- 2006: Die Rosenheim-Cops – Mord am Fluss
- 2006: Küstenwache – Spiel mit dem Feuer
- 2007: SOKO München – Verhängnis
- 2007: SOKO München – High Society
- 2008: Nur ein Sommer
- 2008: Tatort – Seenot
- 2008: Eine bärenstarke Liebe
- 2007–2008: In aller Freundschaft (Folgen 367–368, 378, 381)
- 2009: Ein starkes Team – Die Schöne vom Beckenrand
- 2009: Rosamunde Pilcher –  Eine Liebe im Herbst
- 2009: SOKO München – Tote kuscheln nicht
- 2010: Tatort – Der Polizistinnenmörder
- 2010: Der Bergdoktor (4 Folgen)
- 2010: Der Alte – Oder du stirbst
- 2011: Inga Lindström – Das dunkle Haus
- 2011: Tatort – Der schöne Schein
- 2012: Wenn möglich bitte wenden
- 2014: Wilsberg – Nackt im Netz
- 2016: Bon Voyage
- 2019: Inga Lindström – Heimkehr
- 2019:	Amen Saleikum – Fröhliche Weihnachten

### Tatort Schweiz
- 2011: Wunschdenken
- 2012: Skalpell
- 2012: Hanglage mit Aussicht
- 2013: Schmutziger Donnerstag
- 2013: Geburtstagskind
- 2014: Zwischen zwei Welten
- 2014: Verfolgt
- 2015: Schutzlos
- 2015: Ihr werdet gerichtet
- 2016: Kleine Prinzen
- 2016: Freitod
- 2017: Kriegssplitter
- 2017: Zwei Leben
- 2018: Die Musik stirbt zuletzt
- 2018: Friss oder stirb
- 2019:  Ausgezählt
- 2019: Der Elefant im Raum